# Sobniów
Sobniów – wieś w Polsce położona w województwie podkarpackim, w powiecie jasielskim, w gminie Jasło.
| SIMC    | Nazwa      | Rodzaj    |
| ------- | ---------- | --------- |
| 0353069 | Pod Wolicą | część wsi |

Sobniów wraz z Łaskami tworzą jedno sołectwo Łaski-Sobniów, w którym 31 grudnia 2014 mieszkało 995 osób.

## Historia
2 października 1359 r. – lokacja, na mocy przywileju króla Kazimierza Wielkiego, zezwalającego Stefanowi, synowi Wojosta, z Sobniowa koło Jasła, na założenie na prawie niemieckim wsi, w lesie zwanym Brzozowe (niem. Bresen) nad rzeką Stobnicą.
W 1446 r. Stanisław z Sobniowa był Rektorem Uniwersytetu Jagiellońskiego. W Sobniowie zmarł ostatni z rodu Firlejów.
1 stycznia 1970 część terenów wsi Sobniów o powierzchni 80,2267 ha, włączając je do miasta Jasła.
W latach 1975–1998 miejscowość administracyjnie należała do województwa krośnieńskiego.

## Ludzie związani z Sobniowem
- Stanisław Bełch
- Józef Bełch
- Czesław Garbacik
- Kazimierz Garbacik